# Asbach (Laugna)
Asbach ist ein Gemeindeteil von Laugna im schwäbischen Landkreis Dillingen an der Donau in Bayern.

## Lage
Das Dorf liegt zweieinhalb Kilometer südöstlich von Laugna im Tal des Asbacher Baches. Dieser wird hier von den von Osten kommenden Bächen Asbacher Mähdergraben und Weihergraben gespeist.

## Geschichte

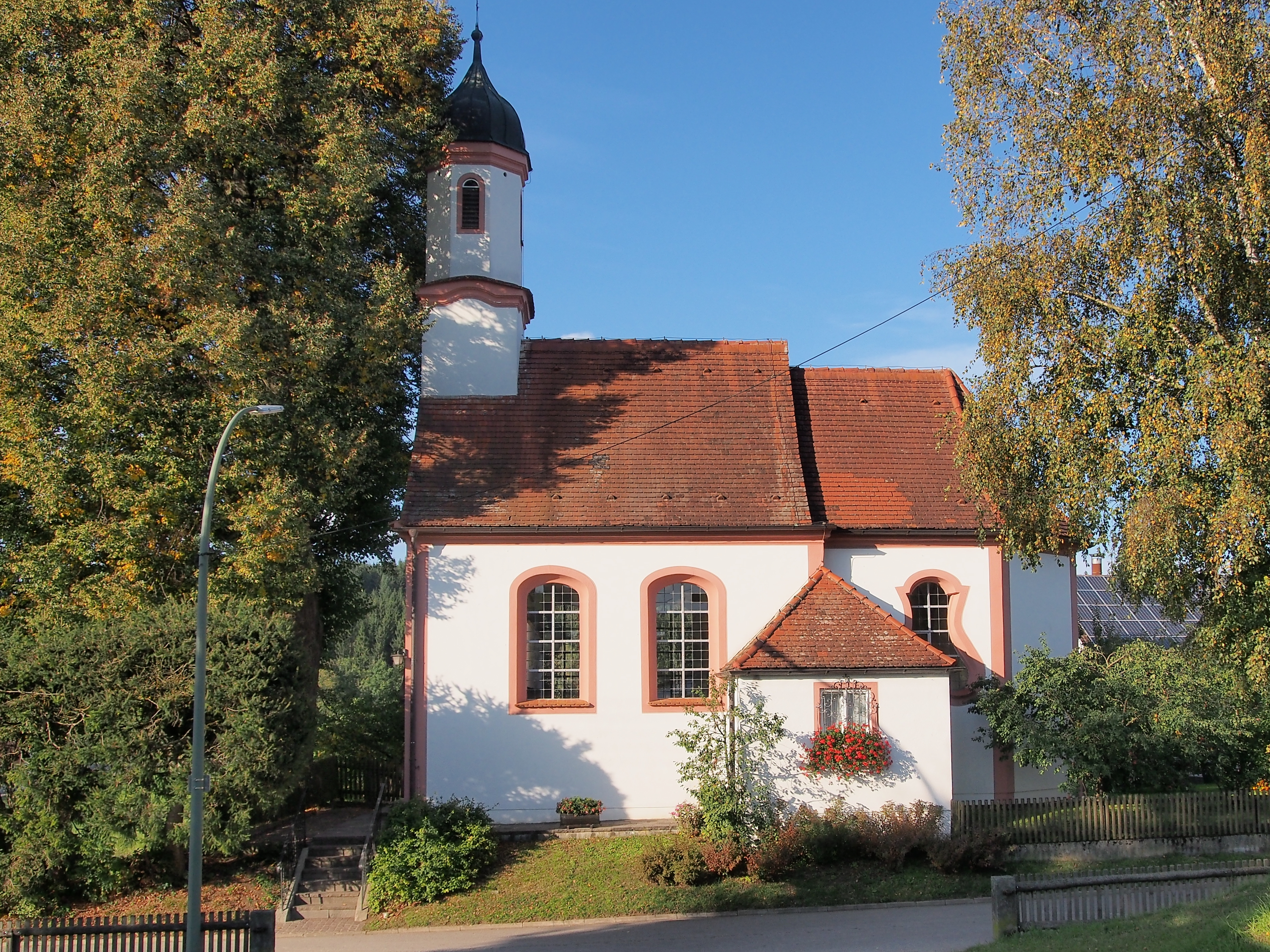
Kirche St. Ottilien

Der Ursprung des Ortes liegt in dem ursprünglich weiter westlich am Bach gelegenen Einzelhof Hagenried. Nach 1280 verlegten dessen Bewohner ihren Wohnsitz an den heutigen Ort.
Im Jahr 1312 wurde der Ort erstmals als „Hagspach“ genannt. Später wurde daraus Aschbach, nach dem Bach, der damals so hieß. Über mehrere weitere Schreibweisen entstand schließlich der Name Asbach.
Im Spätmittelalter gehörte Asbach fast geschlossen zur Herrschaft Hohenreichen, die 1768 an das Herzogtum Bayern fiel. Weiteren Besitz im Ort hatte das Damenstift St. Stephan in Augsburg. Im Jahr 1804 wurde Asbach dem Landgericht Wertingen zugeteilt.
Das Kirchdorf Asbach gehörte seit dem 19. Jahrhundert zur ehemaligen Gemeinde Rieblingen. Am 1. April 1954 wurde es nach Osterbuch umgemeindet. Osterbuch und seine Ortsteile wurden im Zuge der Gemeindegebietsreform am 1. Mai 1978 in die Gemeinde Laugna eingegliedert.

## Baudenkmäler
Siehe: Liste der Baudenkmäler in Asbach

## Bodendenkmäler
Siehe: Liste der Bodendenkmäler in Laugna

## Religion
Asbach gehört zur katholischen Pfarrei Osterbuch. Die Kirche St. Ottilien wurde 1785/86 errichtet.